# Звягинцевит
Звягинцевит — интерметаллическое соединение, образуемое элементом свинец и встречающееся в осадочных и ультраосновных породах.

## Характеристики
Интерметаллическое соединение элементов: (Pd,Pt) или (Pb,Sn)
Обычно встречается в осадочных, ультраосновных горных породах.
Плотность минерала составляет 13.32. Твёрдость по шкале Мооса составляет 4.5. Цвет кремово-коричневый.
Нигде не применяется.

## История открытия
Звягинцевит впервые обнаружили в 1966 году в Сибири, на плато Путорана, около Норильска на Талнахском месторождении.
Был назван в честь геолога по платиновым металлам Ореста Евгеньевича Звягинцева.